# Walter Castignola
Walter Castignola (Brescia, 27 augustus 1970) is een voormalig wielrenner uit Italië. Hij was actief als beroepsrenner van 1993 tot 1997. 

## Erelijst
1993
- 7e etappe Ronde van Polen

1994
- 3e etappe Ronde van Polen
- 7e etappe Ronde van Portugal

1997
- 1e etappe Settimana Ciclistica Lombarda

## Grote rondes
Eindklasseringen in grote rondes, met tussen haakjes het aantal etappeoverwinningen.
| Jaar | Ronde van Italië | Ronde van Frankrijk | Ronde van Spanje |
| ---- | ---------------- | ------------------- | ---------------- |
| 1993 |                  |                     | opgave           |
| 1994 |                  |                     | opgave           |